# Javad Foroughi
Javad Foroughi (Ilam, 11 de setembro de 1979) é um atirador esportivo iraniano, campeão olímpico.

## Carreira
Ele começou a treinar profissionalmente em junho de 2017, cerca de seis anos após as primeiras tentativas de tiro com pistola. Antes disso, ele havia atirado com rifle na universidade. Nos Jogos Olímpicos de Verão de 2020, foi campeão na prova de pistola de 10 metros.